# Henri Bédarida
Henri Bédarida (Lione, 9 marzo 1887 – Parigi, 22 dicembre 1957) è stato un italianista, critico letterario e saggista francese, considerato uno dei maggiori italianisti francesi.

## Biografia
Partecipò alla prima guerra mondiale come ufficiale del Corpo di spedizione francese sul fronte italiano.
Fu lettore di lingua francese all'Università di Bologna e professore di lingua e letteratura italiana negli Istituti francesi di cultura di Firenze e di Napoli.
Scrisse numerose opere sull'Italia, tra cui tre volumi sulla storia di Parma.
Nel 1929 fu insegnante al "Lycée du Parc" di Lione e in seguito professore incaricato all'Università di Lione. Dal 1935 fu professore di lingua e letteratura italiana all'Università della Sorbona, succedendo a Henri Hauvette. Decano di tale ateneo, diresse la rivista «Revue des études italiennes».
Dal 1929 al 1938 fu membro della "Société historique, archéologique et littéraire de Lyon", della quale nel 1936 fu nominato membro onorario.

## Opere
- Parme et la France de 1748 à 1789 (1927)
- Les premiers Bourbons de Parme et l'Espagne. 1731-1802 (1928)
- A l'apogée de la puissance bourbonienne. Parme dans la politique française au XVIIIe siècle (1930).
- L'influence française en Italie au XVIIIe siècle, in collaborazione con Paul Hazard (1933)
- Théophile Gautier et l'Italie (1934)
- L'Italie dans le vie ed dans l'oeuvre de Paul Hazard, in "Revue de littérature comparée" (1940)
- Le roman italien témoin de l'histoire de l'Italie de 1789 à 1914 (1952)
- A travers trois siècles de littérature italienne (1957, contenente una bibliografia completa dei suoi scritti).

## Omaggi
- A Parma gli è intilotata una strada, via Henri Bédarida, una laterale di via Venezia.